# Tricellina
Tricellina gertschi es una especie de araña araneomorfa de la familia Micropholcommatidae. Es el único miembro del género monotípico Tricellina. Es originaria de Chile donde se encuentra en la Región de La Araucanía y de Los Lagos.